# Teoforické jméno
Teoforické jméno (ze starořeckých θεός – theos – bůh a φέρειν – ferein – nosit) je takové vlastní jméno, které je odvozeno od označení boha. Taková jména jsou poměrně běžná napříč náboženstvími i jazyky.
V češtině zdomácněla řada původně teoforických křestních jmen značně cizokrajných, u kterých není souvislost s bohy na první pohled patrná, ale i řada jmen slovanského původu, v kterých je slovo bůh přímo patrné v kořeni: Bohuslav a Bohuslava, Bohdan a Bohdana, Bohumil a Bohumila. 
Vzhledem k hojnému rozšíření křesťanství jsou poměrně běžná původně teoforická jména z Bible a z doby začátků církve, u kterých je teoforický původ zřejmý v původní podobě. Například z hebrejštiny přišlo Daniel a Daniela, Gabriel a Gabriela, Samuel a Samuela, Eliáš, Michal a Michaela, Matouš, Matěj, Matyáš, Jan a Jana, Jáchym, Alžběta, Eliška. Ze starořečtiny je Timotej, Teodor a Teodora. Z latiny pochází například Dominik a Dominika a pak hned několik jmen odvozených původně ještě od starořímského Marta, boha války: Marek, Martin a Martina, Marcel a Marcela.
Jména původně přímo odvozená od bohů jsou běžná i v germánských jazycích, ať už dodnes přímo čitelná německá obecná typu Gottfried a Gottlieb, nebo odvozená od starých pohanských bohů: Thorsten, Thorkel a Thora od Thóra, Osvald po Ásech a Ingrid a Ingeborg od Freye.
Teoforická jména se rovněž vyskytovala ve starověkém Egyptě, např. Thutmose a Ramesse.
Ve světě používajícím arabštinu, ať už pro domluvu nebo jen jako jazyk koránu, posvátné knihy islámu, jsou běžná jména odvozená od Alláha, například Abdalláh.
Kromě jmen osob se objevují i teoforická toponyma, například dánské Odense odkazuje k Ódinovi.